# Hanna Kuzińska
Hanna Kuzińska (ur. 17 października 1951 w Kołobrzegu) – polska ekonomistka i urzędnik państwowa, doktor habilitowana nauk ekonomicznych, w latach 2002–2005 podsekretarz stanu w Ministerstwie Edukacji Narodowej i Sportu.

## Życiorys
W 1973 ukończyła studia z ekonomiki handlu wewnętrznego na Wydziale Ekonomiczno-Socjologicznym Uniwersytetu Łódzkiego. Od 1982 do 1999 była zatrudniona w Instytucie Finansów w Warszawie. W 1991 obroniła w Szkole Głównej Handlowej pracę doktorską pt. Instytucje parabudżetowe w Polsce (na przykładzie instytucji działających w dziedzinie kultury i sztuki oraz oświaty i wychowania). W 2007 została doktorem habilitowanym nauk ekonomicznych po obronie rozprawy pt. Rola podatków pośrednich w Polsce na Wydziale Nauk Ekonomicznych Uniwersytetu Warszawskiego. Od 1997 jest zatrudniona w Katedrze Finansów Akademii Leona Koźmińskiego, od 2007 jako profesor nadzwyczajny. Od 2006 współpracuje także z Wydziałem Zarządzania UW. Autorka publikacji naukowych z zakresu finansów i ekonomii, m.in. podręcznika Finanse publiczne.
Po studiach pracowała kolejno jako instruktor w spółdzielni „Społem” oraz jako inspektor Łódzkim Zjednoczeniu Budownictwa i Przedsiębiorstwie Gospodarki Maszynami Budownictwa w Łodzi. Od 1978 do 1979 pracowała jako kierownik sekcji w Ośrodku Elektronicznym Głównego Urzędu Statystycznego w Łodzi, a od 1979 do 1982 jako specjalista ds. zatrudnień i wynagrodzeń w Centrali Turystycznej „Orbis”. W latach 1991–1996 pracowała jako główna specjalistka w Biurze Studiów i Ekspertyz Kancelarii Sejmu, następnie do 1997 była współorganizatorem i wiceprezesem ds. finansowych i prawnych Systemu Pozagiełdowego Obrotu Instrumentami Finansowymi. Od 1999 do 2000 główna ekspertka w Kancelarii Senatu.
Od 14 sierpnia 2002 do 23 lutego 2005 pełniła funkcję podsekretarza stanu w Ministerstwie Edukacji Narodowej i Sportu, odpowiedzialnego za finansowanie edukacji i sportu. W latach 2008–2011 była doradcą Ministra Obrony Narodowej.
W 2024 powołana w skład rady nadzorczej Powszechnej Kasy Oszczędności Bank Polski.
Zamężna, ma córkę.